# Verband evangelischer Kindertageseinrichtungen in Schleswig-Holstein

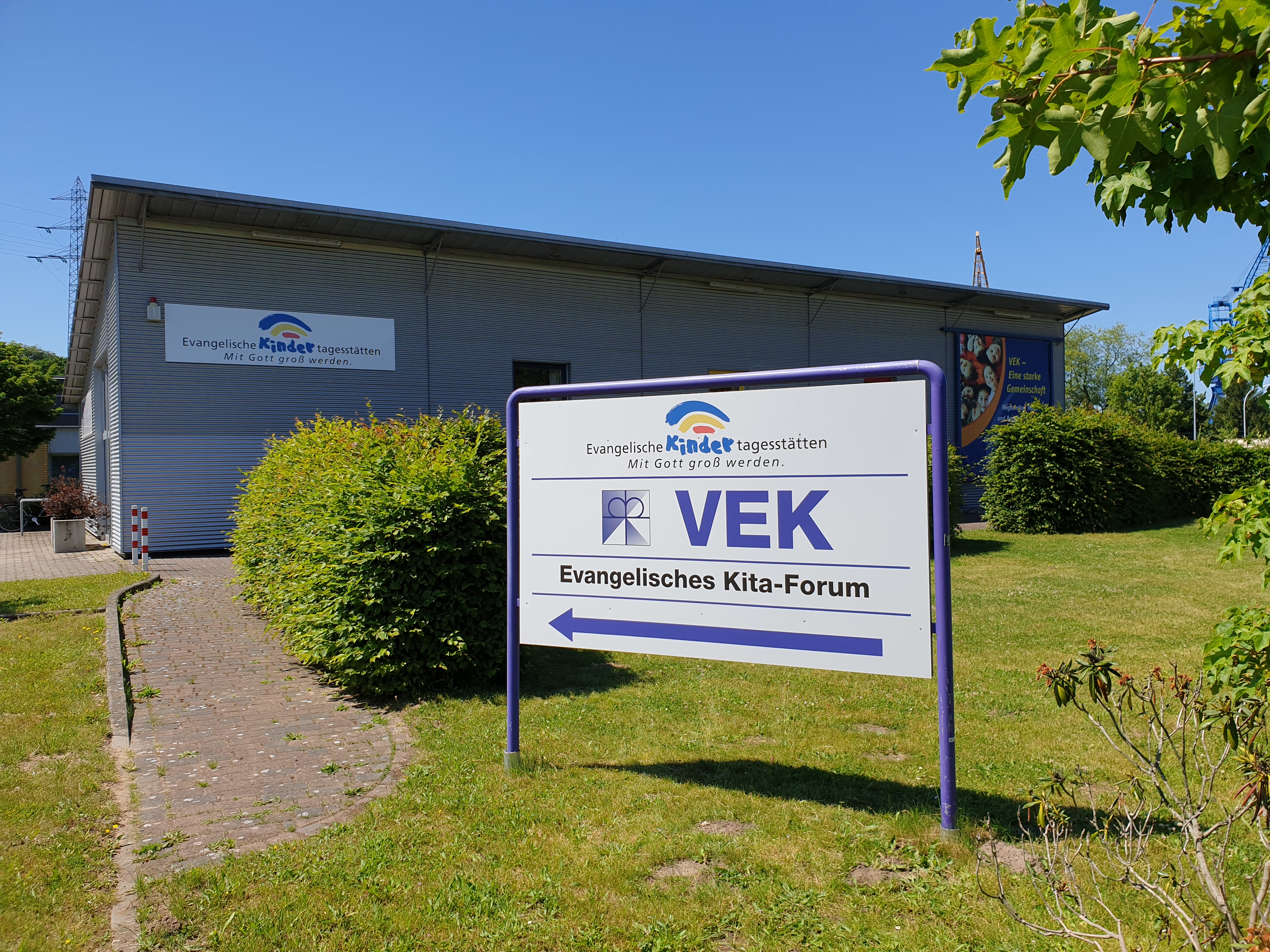
Das Evangelische Kitaforum befindet sich auf dem Gelände der VEK-Geschäftsstelle in Rendsburg in der Lise-Meitner-Straße.

Der Verband Evangelischer Kindertageseinrichtungen in Schleswig-Holstein e.V. (VEK) mit Sitz in Rendsburg (Schleswig-Holstein) vertritt die Interessen von fast 600 Evangelischen Kitas in Schleswig-Holstein. Der VEK ist Fachverband des Diakonischen Werkes Schleswig-Holstein und zugleich eigenständiger Verband innerhalb der Nordkirche. Der Verband ist Mitglied der Bundesvereinigung Evangelischer Tageseinrichtungen für Kinder e.V. (BETA).
Mit derzeit über 40.000 Kita-Plätzen sind die evangelischen Einrichtungen marktführend in Schleswig-Holstein. Sie haben sich gemeinsam mit den kirchlich-diakonischen Kitas in Hamburg unter das Motto gestellt „Evangelische Kindertagesstätten – Mit Gott groß werden.“ In den Evangelischen Kitas in Schleswig-Holstein sind rund 8.000 pädagogische Fachkräfte beschäftigt.
Der VEK wurde 1949 als Zusammenschluss der Rechtsträger evangelischer Kindertagesstätten gegründet.